# Arabische Literatur
Arabische Literatur im engeren Sinn ist Literatur in arabischer Sprache. Im weiteren Sinn versteht man darunter auch literarische Werke arabischer Autoren, unabhängig davon, in welcher Sprache das Original verfasst wurde. Zum einen schreiben etliche bedeutende arabische Autoren in anderen Sprachen als Arabisch, sei es, dass sie die Sprache des ehemaligen Koloniallandes benutzen, wie es im Maghreb häufig vorkommt, sei es, dass sie im Exil leben und die Sprache des Exillandes bevorzugen. Zum anderen gab es gerade in der Frühzeit des Islam wichtige Autoren nicht-arabischen Ursprungs, die Arabisch als Literatursprache wählten. Darüber hinaus sind in den einzelnen arabischen Ländern nationale Literaturen entstanden, die beispielsweise als ägyptische, marokkanische oder syrische Literatur bezeichnet werden. Diesen Unterschieden entspricht der ebenfalls gebräuchliche Begriff „arabischsprachige Literatur“.
In der arabischen Literaturgeschichte sind die folgenden Epochen von Bedeutung:
- die altarabische oder vorislamische Epoche (um 475 bis 622)
- die Epoche der orthodoxen Kalifen und der Omaijaden (622–750)
- die Epoche der Abbasiden (749–1258)
- die Epoche der Dekadenz (1258–1798)
- die Epoche von Napoleons Ägyptischer Expedition (1798) bis zum frühen 20. Jahrhundert
- die zeitgenössische Literatur in Hocharabisch, dialektalen Formen oder in anderen Sprachen seit der Mitte des 20. Jahrhunderts

## Vorislamische Zeit
Aus der vorislamischen Zeit ist nur weniges direkt erhalten. Die meisten Werke sind mündlich überliefert und wurden, obwohl ihre Entstehung bis ins 5. Jahrhundert zurückreicht, erst Ende des 8. Jahrhunderts – also um die 300 Jahre später – niedergeschrieben.

### Poesie
Einen besonderen Stellenwert nahm die lyrische Dichtung ein. Die ältesten Denkmäler sind in der traditionellen Gedichtform, die Qaside (eingedeutscht auch: Kasside), verfasst. Darunter versteht man ein polythematisches Gedicht mit gleich bleibendem Metrum und Endreim. Diese Gedichtform blieb bis in die Moderne für die arabische Lyrik bestimmend. Besonders verbreitet waren in dieser Zeit: Liebesgedichte, Traueroden (die meist Frauen auf den Tod ihrer im Kampf gefallenen Verwandten dichteten, nicht jedoch auf ihre eigenen Ehemänner), Lobgedichte (auf Waffen, gute Reittiere etc.) und Schmähgedichte, die z. B. einen feindlichen Beduinenstamm mit Spott übergossen.
Zu den berühmtesten Dichtern dieser Epoche zählt Imru' al-Qais († um 540). Ihm wird eines der sieben Gedichte aus der hochgeschätzten Sammlung Al-Muallaqat zugeschrieben: Der Legende nach standen diese auf Tüchern, die vor dem Tor der Kaaba aufgehängt waren, weshalb sie auch al-Mu'allakat (die Aufgehängten) genannt wurden. Ein weiteres Gedicht dieser Sammlung stammt von dem berühmten Helden Antara Ibn Shaddad al-'Absi († um 615). Weitere bekannte Dichter dieser Zeit sind Tarafa († um 569), Zuhair, Labid und der hanīfische Dichter Umaiya ibn Abī s-Salt (gest. um 630).

### Prosa
Von der Prosa sind die Tage der Araber (Ayyam al-Arab) zu nennen, die wichtige Kämpfe zwischen rivalisierenden Beduinenstämmen und die Heldentaten einzelner Figuren schildern. Erstmals wurden sie wohl im 8. Jahrhundert in Basra gesammelt.

## Klassische islamische Periode
Der Koran ist durchgängig in Reimprosa gestaltet und eines der ältesten erhaltenen Werke der arabischen Literatur. Zitate aus dem Koran oder Anspielungen auf den Koran durchziehen die arabische Literatur bis heute.

### Poesie
Bei den Dichtern im Umfeld des Propheten Mohammed war die Wahl zwischen Heidentum und Islam eines der wichtigsten Themen. Während Mohammeds Lobdichter Hassān ibn Thābit (gest. zw. 659 u. 673) diejenigen verherrlichte, die den Islam angenommen hatten, schloss sich Hutai'a (gest. nach 661), bei dem die Konversion zum Islam nur oberflächlich gewesen war, sich nach dem Tode Mohammeds der Ridda-Bewegung an und verfasste Schmähgedichte auf Abū Bakr. Zur Zeit des Kalifats der Umayyaden nahm das Lobgedicht auf hochgestellte Persönlichkeiten bei Hofe und das Schmähgedicht auf den Gegner eine wichtige Rolle ein. Die beiden Dichter al-Farazdaq (640–728) und Dscharir (653–729) verspotteten sich gegenseitig jahrzehntelang auf die bissigste Weise. Die Legende sagt, dass Dscharir aus Kummer starb, als er vom Tode seines Dichtergegners erfuhr. Viele Gedichte aus dieser Zeit zeigen auch eine islamische Prägung. So tadelte zum Beispiel al-Farazdaq in einem satirischen Gedicht den irakischen Statthalter Chālid al-Qasrī dafür, dass dieser für seine Mutter eine Kirche errichtet hatte, obwohl er doch für sich in Anspruch nahm, Imam der Muslime zu sein.
Zu den berühmtesten Dichtern von Lobgedichten der späteren Zeit gehört al-Mutanabbi (915–965), der einen ehemaligen Gönner auch kräftig schmähen konnte, wenn er von ihm enttäuscht worden war und inzwischen einen großzügigeren Mäzen gefunden hatte.
Ghasalen sind arabische Liebesgedichte. Immer wieder wurde die unglückliche Liebe von Laila und Madschnun besungen, die rivalisierenden Stämmen angehörten und darum nicht heiraten konnten.
Zu besonderer Blüte gelangte die arabische Poesie auf der Iberischen Halbinsel unter arabischer Herrschaft (8.–15. Jahrhundert).

### Prosa und Reimprosa
Einer der wichtigsten Vertreter der Adab-Literatur ist Amr Ibn Bachr Uthman, genannt Al-Dschāhiz (i. e. der Glotzäugige) (776–869), der Enkel eines schwarzen Sklaven. Er war für seine Belesenheit, seinen Bildungshunger und seine sprichwörtliche Hässlichkeit berühmt. Al-Dschahiz schrieb in einem eleganten Stil und hatte eine scharfe Zunge. Man sagt, dass er seinen Tod unter einem umgestürzten Bücherstapel gefunden habe. Zu einem Büchernarren sagt man noch heute: „Du bist wie al-Dschahiz.“ Zu seinen bekanntesten Werken zählt die Anekdotensammlung Die Geizigen, in der er allzu sparsame Menschen ins Lächerliche zieht.
Ein weiteres bedeutendes Werk der klassischen Literatur ist die Fabelsammlung Kalīla wa Dimna, die der Perser Ibn al-Mukaffa (hingerichtet 755 oder 756) aus dem Mittelpersischen in makelloses Arabisch übertrug und dabei noch erweiterte. Diese Sammlung geht im Kern auf das indische Panchatantra zurück.
Eine Besonderheit der arabischen Literatur ist die in kunstvoller Reimprosa gehaltene Makame. Die berühmten Makamen von Hariri (1054–1122) sind Stücke über kluge Bettler, Betrüger und arme Dichter. Das Werk gehört zur höfischen Unterhaltungsliteratur und ist eine Nachahmung des Vorbilds von al Hamadhani.
Nicht zur Hochliteratur gehört dagegen die weltbekannte Sammlung Tausendundeine Nacht, die zunächst vor allem in Kaffeehäusern von professionellen Erzählern zur Unterhaltung der männlichen Gäste vorgetragen wurde. Sie ist im sogenannten Mittelarabisch verfasst, einer Mischform zwischen dem klassischen, im Koran üblichen Standard-Arabisch, und den arabischen Dialekten, die seit jeher dem mündlichen Gebrauch vorbehalten sind. Erst durch ihre begeisterte Aufnahme in Europa wird Tausendundeine Nacht heute auch in arabischen Ländern als literarisch wertvoll angesehen.

### Wissenschaftliche Sachliteratur des Mittelalters
Einen bedeutenden Betrag hat die arabische wissenschaftliche Sachliteratur geleistet, indem sie die gesammelte griechische Fachliteratur über die Wirren der Völkerwanderung gerettet, überarbeitet und erweitert hat sowie die Verbindung zur indischen und chinesischen Forschungstradition herstellte. Ein Gutteil der Arbeit mittelalterlicher europäischer Wissenschaftler beruht auf Übersetzungen aus dem Arabischen, insbesondere in der Astronomie, der Mathematik und der Chemie.
Siehe hierzu:
- Geschichte der Astronomie, Übersicht: Astronom des Mittelalters
- Geschichte der Mathematik, Liste bedeutender Mathematiker
- Geschichte der Chemie , Chemie im Mittelalter
- Liste deutscher Wörter aus dem Arabischen

## Die Entstehung moderner Literatur
Mit Napoleons Ägyptenfeldzug zu Beginn des 19. Jahrhunderts erwachte die arabische Literatur aus jahrhundertelanger Stagnation. Die europäischen Einflüsse brachten neue Impulse, mit denen sich Künstler auseinandersetzten. In dieser allgemeinen Erneuerungsbewegung (Nahda) waren die Reformer Mohammad Abduh (1849–1905) und Al-Afghani (1838–1897) federführend. Begünstigt wurden die neuen literarischen Entwicklungen durch ein verbessertes Schulwesen und das Aufkommen einer modernen Presse, die ein Podium für die Literaten und ihrer Werke wurde.
In der arabischen Literatur war die Lyrik schon immer die angesehenste Gattung und veränderte ins 20. Jahrhundert hinein nur wenig ihre formelle und inhaltliche Charakteristik. Viele Autoren wie Ahmed Shawqi (1868–1932) hielten an der Tradition mit Monoreimen und festgelegter Metrik fest. Neue Gedichte in freien Versen, was der Poesie einen reicheren Klang verlieh, entstanden erst um 1950. Bedeutende Lyriker dieser Generation und Begründer der modernen arabischen Poesie sind u. a. Badr Shakir as-Sayyab, Adonis oder Mahmud Darwisch. Auch die zahlreichen Übersetzungen aus dem Englischen und Französischen regten zu neuen Genres der arabischen Literatur an. Es entstanden Dramen, Romane, Kurzgeschichten und Essays, welche die Popularität der Lyrik teilweise übertrafen. Dabei stellen die teilweise großen Unterschiede zwischen der Hochsprache Fusha und den gesprochenen arabischen Dialekten seit den 1920er Jahren stilistische Schwierigkeiten dar, denn Dialoge in der Hochsprache wirken oft unrealistisch. Zu den bedeutendsten Literaten aus dieser Zeit gehören vor allem ägyptische Autoren wie der Romanschriftsteller und Journalist Hussain Haikal (1888–1956), der von Tschechow und Turgenjew beeinflusste Autor von Kurzgeschichten Mahmud Taimur (1894–1974), der philosophisch-religiös inspirierte ʿAbbās al-ʿAqqād (1889–1964), der Historiker Tāhā Husain (1889–1973), der Verfasser von Theaterstücken Taufiq al-Hakim (1902–1987) und der Romanautor Edwar al-Charrat (1926–2015).
Aufgrund der politischen und sozialen Umwälzungen in der arabischen Welt im 20. Jahrhundert wurden die daraus resultierenden gesellschaftlichen und politischen Veränderungen vielschichtig thematisiert. So verfasste Etel Adnan (1925–2021) Werke über den libanesischen Bürgerkrieg und Sahar Khalifeh (* 1942) befasst sich mit den israelisch-palästinensischen Konflikten. Der Libyer Ibrahim al-Koni (* 1944), ein Targi, der heute in der Schweiz lebt, beschreibt in seinem Roman Die Magier (1990, dt. 2001) die Konflikte zwischen Nomaden und Sesshaften und bedient sich dabei traditioneller Erzählformen.
Der Ägypter Qasim Amin (1863–1908) wurde mit seinen Schriften ein erster Befürworter der weiblichen Emanzipationsbestrebungen. Die in dieser Richtung neu entstehenden feministisch orientierten Werke wurden entsprechend meist von Frauen verfasst. Zu den Vertreterinnen dieser thematischen Gattung gehören die Ägypterin Nawal El Saadawi (1931–2021), die Marokkanerin Fatema Mernissi (1940–2015), die ihr autobiografisch geprägtes Werk Der Harem in uns auf Englisch schrieb oder die Libanesin Laila Balabakki (* 1936).
Die Poesie wurde von 1960 bis 1970 zunehmend politischer und gesellschaftskritischer, zeigte aber auch mythisch-religiöse Strömungen, sodass sich ein breites Themenspektrum entwickelte. Im Zentrum dieser Werke steht vielfach das Ego und die Identitätssuche. Repräsentanten der zeitgenössischen arabischen Lyrik sind u. a. die Syrer Ali Ahmad Said, bekannt unter seinem Künstlernamen Adonis (* 1930) und Nizar Qabbani (1923–1998), die Libanesen Abbas Beydoun (* 1945), Ounsi Al-Hadjj (1937–2014) und die Irakerin Amal al-Jubouri (* 1967) als weibliche Vertreterin.
1988 erfuhr die arabische Literatur internationale Anerkennung durch die Verleihung des Nobelpreises an den ägyptischen Schriftsteller Nagib Mahfuz. Zu den bedeutenden arabisch schreibenden Autoren seit der Mitte des 20. Jahrhunderts gehören weiterhin Abd ar-Rahman Munif (1933–2004), at-Tayyib Salih (1928–2009) oder Mahmud Darwisch (1941–2008).

### Rahmenbedingungen für den Buchmarkt in arabischen Ländern
In arabischen Ländern begann der Buchdruck in arabischer Sprache Anfang des 18. Jahrhunderts mit religiösen Traktaten christlicher Gemeinden im Gebiet des heutigen Syriens und Libanons. Einen Aufschwung nahm der Buchdruck jedoch erst Anfang des 19. Jahrhunderts, ausgelöst von einer Druckerpresse, die Napoleon bei seinem Einmarsch in Ägypten einführte.
Auch zu Beginn des 21. Jahrhunderts liegt der Schwerpunkt der arabischen Verlagstätigkeit nach wie vor im Libanon und in Ägypten. Wegen der relativ liberalen Gesetzgebung im Libanon werden hier viele Bücher veröffentlicht, die in anderen arabischen Ländern durch die Zensur verboten wären. Probleme für die Buchbranche bestehen nicht nur in der Zensur, sondern auch in dem noch immer verbreiteten Analphabetismus und der Tatsache, dass sich ärmere Bevölkerungsschichten keine Bücher leisten können. Daher sind die Auflagen für arabische Literatur oft sehr niedrig.
- Zu den französisch schreibenden Autoren aus arabischen Ländern siehe Afrikanische Literatur – Frankophone Literatur des Maghreb.

### Arabische bzw. arabischsprachige Literatur
In seinem Aufsatz „Auf der Suche nach den Lesern“ erläutert der syrische Komparatist Abdo Abboud die unterschiedlichen Sichtweisen und Begründungen für die Bezeichnungen „arabische Literatur“ im Gegensatz zur „arabischsprachigen Literatur“ einzelner Nationalliteraturen, wie der ägyptischen, syrischen oder marokkanischen Literatur. Hierbei stellt er fest, dass sowohl Werke mit eindeutig lokalen Bezügen als andererseits auch solche mit nicht ortsgebundener Thematik entstanden sind, wie etwa die Theaterstücke von Saadallah Waannous sowie die Gedichte von Nizar Qabbani oder Adonis.

### Arabische Comics und Graphic novels
Die populären Formen der Comics und Graphic Novels genießen auch auf Arabisch zumindest seit den 1980er Jahren wachsende Aufmerksamkeit und werden sowohl in gedruckter Form als auch online verbreitet.

### Arabische Literatur für junge Leser und Kinder
Wie in anderen Sprachen gibt es auch auf Arabisch eine wachsende Zahl literarischer Werke für junge Leser. Mit Blick auf diese Lesergruppe bietet die Reihe „Young Readers“ der Library of Arabic Literature (LAL) der New York University Press zeitgenössische und sogar klassische Texte in ihrer Weaving Words-Sammlung, wie die Anthologie von Geschichten und Anekdoten Al-Faraj aus dem 10. Jahrhundert Ba'd al-Shiddah (Befreiung folgt Widrigkeiten) des mittelalterlichen Schriftstellers Al-Muḥassin ibn ʿAlī al-Tanūkhī (327–84/939–94).
In ihrem Essay „Schön, aber zu arabisch? Ein kurzer Gang durch die arabische Kinderliteratur“ und ihrer auf Englisch erschienenen Studie „Arabic Children’s Literature Today: Determining Factors and Tendencies“ gab Petra Dünges, Autorin und Übersetzerin aus dem Arabischen ins Deutsche, einen Überblick über Belletristik für arabische Kinder mit Schwerpunkt auf Bücher, die zwischen 1990 und 2010 erschienen sind. Anhand einiger Beispiele von modernen illustrierten Kinderbüchern, Comics und Mangas stellte sie fest, dass die Vielfalt der Kinderliteratur in der sich verändernden modernen arabischen Gesellschaft zugenommen hat. Außerdem bemerkte sie eine wachsende Nachfrage nach Geschichten und adäquaten Illustrationen, die Kinder als Leser ernst nehmen. Abschließend stellte sie fest, dass die arabische Kinderliteratur einen wichtigen Beitrag zur Entwicklung der Gesellschaft leistet und entscheidend dazu beiträgt, die arabische Kultur und die arabische Sprache am Leben zu erhalten.
Arabische Kinder- und Jugendliteratur wird auch von einigen Verlagen auf Deutsch angeboten, wobei sowohl bei den Autoren und ihren Ländern als auch bei den Themen eine große Vielfalt zu verzeichnen ist. Die Internationale Jugendbibliothek in München führte diesbezüglich von 2017 bis 2021 ein Projekt durch, aus dem eine Wanderausstellung mit Illustrationen aus der arabischen Welt entstand. Zur Internationalen Kinderbuchmesse Bologna wurde für 2022 das für seine Förderung von Bildung und Kultur regional bedeutende Emirat Schardscha als Ehrengast eingeladen, um die Bandbreite der arabischen Kinder- und Jugendliteratur international sichtbarer zu machen.

## Arabische Literatur in deutscher Übersetzung

### Die arabische Welt als Gastland auf der Frankfurter Buchmesse
Arabische Literatur war Schwerpunktthema der Frankfurter Buchmesse im Oktober 2004. Über die arabische Schriftstellervereinigung wurden an den Zensurbehörden der arabischen Staaten vorbei nicht nur regimetreue „Staatsschriftsteller“ eingeladen. Unabhängig davon luden in Deutschland sowie im übrigen Europa ansässige Verlage die von ihnen vertretenen Autoren ein.
In seinem Artikel „Jenseits von Tausendundeiner Nacht“ benannte der Islamwissenschaftler und Übersetzer Stefan Weidner markante Eigenschaften der zeitgenössischen arabischen Literatur(-szene) und ihrer Übersetzungen ins Deutsche.
Ins Deutsche übersetzt wurden bisher nur relativ wenige arabische Autoren, wobei im Jahr 2022 zumindest mehr als 488 Titel lieferbar waren. Subventionen für die Verlage und Übersetzer sind dabei oft nötig, denn arabische Belletristik in deutscher Übersetzung findet nur einen geringen Leserkreis.
Für die Veröffentlichung von Belletristik aus dem Arabischen sind im deutschen Sprachraum der Lenos Verlag und der Unionsverlag marktführend. In geringerem Umfang sind hier auch die Verlage C. H. Beck, Donata Kinzelbach, Edition Orient, Hans Schiler, Lisan Verlag, Jadara und Ammann Verlag zu nennen. Einige dieser Verlage führen zweisprachige arabisch-deutsche Ausgaben. Zu den bekannten Übersetzern ins Deutsche zählen unter anderen Hartmut Fähndrich, Regina Karachouli, Larissa Bender, Stefan Weidner, Suleman Taufiq, Claudia Ott und Doris Kilias.
Verlage in Europa und den USA haben eine herausgehobene Bedeutung für die arabische Literatur, weil hier Bücher veröffentlicht werden können, die in manchen arabischen Staaten der Zensur zum Opfer fallen würden. Ein Beispiel eines arabischen Verlags mit Sitz in Deutschland ist der ehemals in Köln ansässige Al-Kamel-Verlag des irakischen Verlegers, Übersetzers und Dichters Khalid Al-Maaly.
Aktuelle Informationen und eine aktualisierte Liste lieferbarer Titel der modernen arabischen Literatur bietet litprom, früher Gesellschaft zur Förderung der Literatur aus Afrika, Asien und Lateinamerika. Auch Literaturfestivals wie das Internationale Literaturfestival Berlin boten zuletzt arabischsprachigen Autoren verschiedentlich die Möglichkeit, sich mit Publikum und Fachkollegen auszutauschen. – Zur Definition, Begründung und Rezeption der arabischsprachigen Gegenwartsliteratur des Maghreb in deutscher Sprache hat der algerische Literaturwissenschaftler Abdelkrim Medghar 2010 eine Dissertation verfasst.

## Liste arabischer Dichter und Schriftsteller
| Name                      | Lebenszeit     | Land                        | Bemerkungen                    |
| ------------------------- | -------------- | --------------------------- | ------------------------------ |
| Baschar ibn Burd          | 714?–783?      | Irak                        |                                |
| Abu Tammam                | 788–845        |                             | Werk: Hamasa                   |
| Ibn al-Nadim              | † 995 oder 998 |                             |                                |
| al-Ma'arri                | 973–1057       |                             |                                |
| Radua Ashur               | 1946–2014      | Ägypten                     |                                |
| Taha Hussein              | 1898–1973      | Ägypten                     |                                |
| Yusuf Idris               | 1927–1991      | Ägypten                     |                                |
| Nagib Mahfuz              | 1911–2006      | Ägypten                     | Literaturnobelpreisträger 1988 |
| Chalil Mutran             | 1870/72–1949   | Ägypten                     |                                |
| Salama Moussa             | 1889–1958      | Ägypten                     |                                |
| Muntasir al-Qaffasch      | * 1964         | Ägypten                     |                                |
| Nawal El Saadawi          | 1931–2021      | Ägypten                     |                                |
| Majj Al-Tilmissani        | * 1965         | Ägypten                     |                                |
| Latifa Al-Zayyat          | 1923–1996      | Ägypten                     |                                |
| Mustafa Zikri             | * 1966         | Ägypten                     |                                |
| Yusuf Idris               | 1927–1991      | Ägypten                     |                                |
| Chalil Mutran             | 1870/72–1949   | Ägypten                     |                                |
| Salama Moussa             | 1889–1958      | Ägypten                     |                                |
| Muntasir al-Qaffasch      | * 1964         | Ägypten                     |                                |
| Majj Al-Tilmissani        | * 1965         | Ägypten                     |                                |
| Latifa Al-Zayyat          | 1923–1996      | Ägypten                     |                                |
| Ahlam Mustaghanmi         | * 1954         | Algerien                    |                                |
| Ali Al Jallawi            | * 1975         | Bahrain                     |                                |
| Abd al-Wahhab Al-Bayyati  | 1926–1999      | Irak                        |                                |
| Sargon Boulus             | 1944–2007      | Irak                        |                                |
| Amal al-Jubouri           | * 1967         | Irak                        |                                |
| Nazik al-Mala'ika         | 1922–2007      | Irak                        |                                |
| Badr Shakir as-Sayyab     | 1926–1964      | Irak                        |                                |
| Adnan as-Sayigh           | * 1955         | Irak                        |                                |
| Sa’di Yusuf               | * 1934         | Irak                        |                                |
| Hashem Ghareibeh          | * 1953         | Jordanien                   |                                |
| Khalil Gibran             | 1883–1931      | Libanon                     |                                |
| Yusuf al-Khal             | 1916–1987      | Libanon                     |                                |
| Ibrahim al-Koni           | * 1948         | Libyen                      |                                |
| Mourad Alami              | * 1952         | Marokko                     |                                |
| Mohamed Choukri           | 1935–2003      | Marokko                     |                                |
| Driss Chraïbi             | 1926–2007      | Marokko                     |                                |
| Tahar Ben Jelloun         | * 1944         | Marokko                     |                                |
| Abdellah Taïa             | * 1973         | Marokko                     |                                |
| Dschabra Ibrahim Dschabra | 1920–1994      | Palästina                   |                                |
| Edward Said               | 1935–2003      | Palästina                   |                                |
| Fadwa Touqan              | 1917–2003      | Palästina                   |                                |
| Ghassan Kanafani          | 1936–1972      | Palästina                   |                                |
| Harun Hashim Rashid       | 1927–2020      | Palästina                   |                                |
| Ibrahim Touqan            | 1905–1941      | Palästina                   |                                |
| Izzu d-Din al-Manaasra    | * 1946         | Palästina                   |                                |
| Mahmud Darwisch           | 1941–2008      | Palästina                   |                                |
| Mohammad Hamza Ghanayem   | 1953–2004      | Palästina                   |                                |
| Mohammad Hasib al-Qadi    | 1946–2010      | Palästina                   |                                |
| Muin Bseiso               | 1926–1984      | Palästina                   |                                |
| Rashad Abu Shawar         | 1942–2024      | Palästina                   |                                |
| Sahar Khalifeh            | * 1942         | Palästina                   |                                |
| Salim Alafenisch          | * 1948         | Palästina                   |                                |
| Samih al-Qasim            | 1939–2014      | Palästina                   |                                |
| Tawfiq Ziad               | 1929–1994      | Palästina                   |                                |
| Ghazi al-Gosaibi          | 1940–2010      | Saudi-Arabien und Jordanien |                                |
| Abd ar-Rahman Munif       | 1933–2004      | Saudi-Arabien und Jordanien |                                |
| at-Tayyib Salih           | 1929–2009      | Sudan                       |                                |
| Leila Aboulela            | * 1963         | Sudan                       |                                |
| Abdelaziz Baraka Sakin    | * 1963         | Sudan                       |                                |
| Usama Ibn Munqidh         | 1095–1188      | Syrien                      |                                |
| Adonis                    | * 1930         | Syrien                      |                                |
| Amal Djarah               | 1943–2004      | Syrien                      |                                |
| Yusuf al-Khal             | 1916–1987      | Syrien                      |                                |
| Muhammad al-Maghut        | 1934–2006      | Syrien                      |                                |
| Nizar Qabbani             | 1923–1998      | Syrien                      |                                |
| Fuad Rifka                | 1930–2011      | Syrien                      |                                |
| Zakaria Tamer             | * 1931         | Syrien                      |                                |
| Suleman Taufiq            | * 1953         | Syrien                      |                                |
| Abu al-Qasim asch-Schabbi | 1909–1934      | Tunesien                    |                                |